# Drino zonata
Drino zonata là một loài ruồi trong họ Tachinidae.